# Internationaler Grimm-Preis
Der internationale Grimm-Preis (jap. 国際グリム賞, Kokusai Gurimu Shō, engl. „The International Brothers Grimm Award“) wird seit 1987 vom Internationalen Institut für Kinderliteratur der Präfektur Ōsaka für herausragende Forschungen auf dem Gebiet der Kinder- und Jugendliteratur vergeben. Der Preis selbst wurde 1986, ein Jahr vor der ersten Vergabe, anlässlich des 100. Jahrestages der Präfekturoberschule Ōsaka, die mit angegliederten Alumnivereinen die Finanzierung bereitstellte, eingerichtet. 1986 jährte sich zudem der Geburtstag Wilhelm Grimms zum 200sten Mal, sodass der Preis als internationaler Preis ausgeschrieben wurde. Seit 1999 erhalten die Preisträger eine Metallplakette, die den Einband der Märchen der Brüder Grimm (zweite Ausgabe) zeigt. Seit 2007 wird zudem alle zwei Jahre und seither wechselweise mit dem Grimm Preis der Hans Christian Andersen Preis vergeben. Der Grimm Preis ist mit einer Million Yen dotiert. Das internationale Auswahlkomitee besteht aus zehn Personen, die zumeist an Hochschulen arbeiten. 

## Preisträger
- 1987: Klaus Doderer
- 1989: Göte Klingberg
- 1991: James Fraser
- 1993: Shin Torigoe
- 1995: Denise Escarpit
- 1997: Theodor Brüggemann
- 1999: Jack Zipes
- 2001: Jean Perrot
- 2003: Peter Hunt
- 2005: Maria Nikolajeva
- 2007: John Stephens
- 2009: Jingū Teruo
- 2011: Jang Feng
- 2013: Kimberley Reynolds
- 2015: Perry Nodelman
- 2017: Roberta Seelinger Trites
- 2019: Miyake Okiko